# Mahjong Titans
Mahjong Titans е компютърна игра, версия на пасианса Маа Джонг, създадена от компанията Oberon Games и включена в изданията Home Premium, Business, Enterprise и Ultimate на Windows Vista. В изданията Business и Enterprise играта не се инсталира по подразбиране. Включена е и в изданията Home Premium, Professional, Enterprise и Ultimate на Windows 7. Играта се възползва от новия сложен графичен потребителски интерфейс на Windows Vista и има някои свойства, като избор на фон в прозореца. Mahjong Titans няма хазартен елемент.

## Характеристики
Играчът има избор от шест вида изгледа — Cat (котка), Turtle (костенурка), Crab (рак), Dragon (дракон), Fortress (крепост), Spider (паяк). Всяка от посочените теми представя стилизирана картинка на съответния обект или животно. Фонът може да бъде избран от пет различни и има четири колекции за кутийките, включително традиционни кутийки на Маа Джонг, както и различни вариации с по-пълно оцветяване. Има и вид кутийки, който е съвсем различен от другите, с различни картинки и елементи.
|  | Тази страница частично или изцяло представлява превод на страницата Mahjong Titans в Уикипедия на английски. Оригиналният текст, както и този превод, са защитени от Лиценза „Криейтив Комънс – Признание – Споделяне на споделеното“, а за съдържание, създадено преди юни 2009 година – от Лиценза за свободна документация на ГНУ. Прегледайте историята на редакциите на оригиналната страница, както и на преводната страница, за да видите списъка на съавторите. ВАЖНО: Този шаблон се отнася единствено до авторските права върху съдържанието на статията. Добавянето му не отменя изискването да се посочват конкретни източници на твърденията, които да бъдат благонадеждни. |